# Luiz Moraes Júnior
Luiz Moraes Júnior (Faro, 30 de janeiro de 1867 — Rio de Janeiro, 15 de julho de 1955) foi um engenheiro-arquiteto português que atuou no Brasil no início do século XX.
Foi responsável pela construção do Pavilhão Mourisco, prédio principal do Núcleo Arquitetônico Histórico de Manguinhos sede da Fundação Oswaldo Cruz (Fiocruz) e por diversas edificações de inspiração ecléticas no estado do Rio de Janeiro.

## Biografia
Moraes Jr. era filho do comerciante Luiz Moraes e de Eugênia Amélia da Fonseca Moraes. Passou sua infância e adolescência na cidade de Faro, na região de Algarve. Formou-se pela Universidade de Lisboa, iniciando carreira como engenheiro ferroviário. Casou-se e teve duas filhas. Em 1900, deixou a família em Portugal e veio para o Brasil a convite do padre Ricardo, vigário-geral da Igreja da Penha. Fixou-se no Rio de Janeiro, onde iniciou atividades de restauração das fachadas dessa igreja, concluídas em 1902. Nesse ano, durante trajeto que fazia de trem diariamente até o local das obras, conheceu Oswaldo G. Cruz, com quem travou sólida amizade. Chefe da Diretoria Geral de Saúde Pública (DGSP), Oswaldo o convidou para projetar e coordenar os trabalhos de construção do complexo arquitetônico do instituto que mais tarde levaria seu nome, com destaque para o Pavilhão Mourisco, conhecido como Castelo da Fiocruz.

## Carreira

### Núcleo Arquitetônico Histórico de Manguinhos
Entre 1903 e 1922, Moraes projetou e coordenou a construção do Núcleo Arquitetônico Histórico de Manguinhos. O primeiro projeto de sua autoria construído no campus de Manguinhos foi um biotério para pequenos animais, que serviu de modelo para construções posteriores. Esse conjunto de edificações, voltadas para as atividades do Instituto Oswaldo Cruz (IOC), é composto pelo Pavilhão Mourisco, Pavilhão do Relógio ou da Peste, Cavalariça, Quinino ou Pavilhão Figueiredo Vasconcellos, Pombal ou Biotério para Pequenos Animais, Hospital Evandro Chagas e a Casa de Chá. Essas edificações tiveram grande participação do próprio Oswaldo Cruz e seguem a corrente do ecletismo na arquitetura.
Depois da morte do cientista, em 1917, ainda realizou outros trabalhos para o IOC, tendo coordenado a ampliação do seu conjunto arquitetônico, assinando os projetos do Pavilhão Quinino ou Figueiredo Vasconcellos, em 1919, e do Pavilhão Vacínico, em 1922, destinado às atividades de profilaxia da varíola.

### Arquitetura da saúde
O arquiteto foi responsável pelo pavilhão brasileiro na Exposição Internacional de Higiene e Demografia em Dresden, na Alemanha, em 1911. Vinculado ao IOC, o arquiteto também foi destacado para orientar as obras de ampliação e adaptação executadas para o Instituto Ezequiel Dias, sede da filial do Instituto Oswaldo Cruz em Belo Horizonte, Minas Gerais.
Com a experiência acumulada na execução de diversos projetos de arquitetura hospitalar e sanitária, bem como de laboratórios para pesquisas experimentais, em 1914, concluiu a nova sede da DGSP, no centro da cidade, e o prédio da Faculdade de Medicina do Rio de Janeiro, na Praia Vermelha. Na década de 1920, projeta o Pavilhão Visconde de Morais para a Beneficência Portuguesa do Rio de Janeiro, no bairro da Glória. Na década de 1930 esteve à frente de projetos de construção de hospitais da rede pública, durante a gestão de Pedro Ernesto na prefeitura do Rio de Janeiro.

### Outros projetos
Entre 1903 e 1907, Moraes trabalhou para a ordem dos padres beneditinos, executando obras de recuperação de mosteiros da cidade do Rio de Janeiro.
Projetou e construiu também residências, como o palacete da família Oswaldo Cruz, em Botafogo (já demolido), o palacete Seabra, no Flamengo (ainda preservado), e o Rio Hotel, na praça Tiradentes, além do Grande Hotel e da sua residência, ambas as construções localizadas em Petrópolis. Foi autor do projeto do tumulo de Oswaldo Cruz, localizado no Cemitério São João Batista, no Rio de Janeiro.